# Blomster og træer
| Portal | Portal:Disney |

Blomster og træer (opr. titel: Flowers and Trees) er en kort tegnefilm fra 1932, der har æren af at 
være den første tegnefilm i farver, lavet med det på det tidspunkt nyopfundne Technicolor. Den er en del af Walt Disneys Silly Symphony-serie, og bygger helt og holdent på ideen fra de første af dem med at bygge det op som en visualisering af musik. Den er helt uden talt dialog, figurerne bruger udelukkende mimik.
Handlingen er enkel: to unge træer bliver forelsket i hinanden, men en gammel gnaven træstub er jaloux og sætter ild til skoven. Men fuglene prikker hul i en sky, der slukker skovbranden, den gamle gnavne stub er selv brændt op af sin egen ild, og til sidst er de to unge træer brud og brudgom med blomsterne som brudepiger.
Der er delte meninger om, hvorvidt den er holdbar i dag, men den viser meget af den virtuositet, som Disneys stab var kommet frem til på det tidspunkt.